# Ciné Burkina
Ciné Burkina est une salle de cinéma située à Ouagadougou, la capitale du Burkina Faso. Elle fait partie des établissements de diffusion cinématographique encore actifs dans le pays, et joue un rôle important dans la vie culturelle urbaine, notamment à l'occasion du Festival panafricain du cinéma et de la télévision de Ouagadougou (FESPACO).

## Histoire
L’histoire des salles de cinéma à Ouagadougou débute entre 1943 et 1944 avec l’ouverture du Ciné Régina par un commerçant français nommé Archambault, aidé d’un opérateur itinérant, Gabriel. Située sur le site actuel du tribunal militaire, cette première salle à ciel ouvert proposait des billets entre 5 et 10 FCFA. Plus tard, Lucien Simon reprit le flambeau en créant le Ciné Olympia (connu sous le nom de Ciné Simon) près du grand marché Rood-Wooko, qui fut nationalisé dans les années 1970 et devint le Ciné Rialé, aujourd’hui disparu. En 1951, le Franco-Antillais Attié Nader ouvrit le Ciné Nader, face au commissariat central, qui prit ensuite le nom de Ciné Oubri après la nationalisation. Ces salles proposaient un système de classes (1re, 2e, 3e) avec des tarifs allant de 25 à 60 FCFA dans les années 1970. C’est en 1975, sous l’impulsion des cinéastes africains et pour répondre aux exigences du FESPACO, que l’État voltaïque construisit la première salle climatisée du pays : le Ciné Volta, devenu aujourd’hui Ciné Burkina, marquant une étape majeure dans la reconnaissance du cinéma africain.

## Description
Le Ciné Burkina est une salle de cinéma traditionnelle, équipée pour des projections numériques. Elle dispose d’une salle principale pouvant accueillir plusieurs dizaines de spectateurs. Elle propose des projections régulières de films nationaux, africains et internationaux.
La salle est utilisée lors de nombreux événements culturels, et constitue un lieu d’accueil pour des projections officielles durant le FESPACO. En dehors du festival, elle est ouverte au grand public et propose des séances en soirée et le week-end.

## Programmation
La programmation de Ciné Burkina varie selon les périodes de l’année. On y retrouve :
- des films burkinabè récents et classiques[4],[5] ;
- des productions africaines dans le cadre de festivals ou de programmes de diffusion panafricains[6] ;
- quelques films internationaux, souvent francophones.

## Importance culturelle
En tant que l'une des dernières salles traditionnelles encore en activité à Ouagadougou, Ciné Burkina est un symbole de la résistance culturelle face à la fermeture massive des cinémas au Burkina Faso. Elle offre un espace public de projection et de rencontre autour du 7e art dans un pays où le cinéma reste un vecteur d'identité et de mémoire collective.